# Sail-sous-Couzan
Pour les articles homonymes, voir Sail.
Sail-sous-Couzan est une commune française située dans le département de la Loire en région Auvergne-Rhône-Alpes, et faisant partie de Loire Forez Agglomération.

## Géographie
| Débats-Rivière-d'Orpra  | Saint-Sixte             | Saint-Sixte, Leigneux |
| Palogneux               | Sail-sous-Couzan        | Leigneux              |
| Saint-Georges-en-Couzan | Saint-Georges-en-Couzan | Trelins               |

Sail-sous-Couzan fait partie du Forez.

### Climat
Pour des articles plus généraux, voir Climat d'Auvergne-Rhône-Alpes et Climat de la Loire.
En 2010, le climat de la commune est de type climat des marges montargnardes, selon une étude du Centre national de la recherche scientifique s'appuyant sur une série de données couvrant la période 1971-2000. En 2020, Météo-France publie une typologie des climats de la France métropolitaine dans laquelle la commune est exposée à un climat de montagne ou de marges de montagne et est dans la région climatique Nord-est du Massif Central, caractérisée par une pluviométrie annuelle de 800 à 1 200 mm, bien répartie dans l’année.
Pour la période 1971-2000, la température annuelle moyenne est de 10,2 °C, avec une amplitude thermique annuelle de 16,4 °C. Le cumul annuel moyen de précipitations est de 864 mm, avec 10 jours de précipitations en janvier et 7,2 jours en juillet. Pour la période 1991-2020, la température moyenne annuelle observée sur la station météorologique de Météo-France la plus proche, « Boën-sur-Lignon », sur la commune de Boën-sur-Lignon à 3 km à vol d'oiseau, est de 11,8 °C et le cumul annuel moyen de précipitations est de 629,5 mm,. Pour l'avenir, les paramètres climatiques de la commune estimés pour 2050 selon différents scénarios d'émission de gaz à effet de serre sont consultables sur un site dédié publié par Météo-France en novembre 2022.

## Urbanisme

### Typologie
Au 1er janvier 2024, Sail-sous-Couzan est catégorisée bourg rural, selon la nouvelle grille communale de densité à sept niveaux définie par l'Insee en 2022.
Elle appartient à l'unité urbaine de Boën-sur-Lignon, une agglomération intra-départementale regroupant sept  communes, dont elle est une commune de la banlieue,,. La commune est en outre hors attraction des villes,.

### Occupation des sols
L'occupation des sols de la commune, telle qu'elle ressort de la base de données européenne d’occupation biophysique des sols Corine Land Cover (CLC), est marquée par l'importance des forêts et milieux semi-naturels (74,8 % en 2018), une proportion identique à celle de 1990 (74,8 %). La répartition détaillée en 2018 est la suivante : 
forêts (53,1 %), milieux à végétation arbustive et/ou herbacée (21,7 %), zones urbanisées (15,5 %), prairies (9,7 %). L'évolution de l’occupation des sols de la commune et de ses infrastructures peut être observée sur les différentes représentations cartographiques du territoire : la carte de Cassini (XVIIIe siècle), la carte d'état-major (1820-1866) et les cartes ou photos aériennes de l'IGN pour la période actuelle (1950 à aujourd'hui).

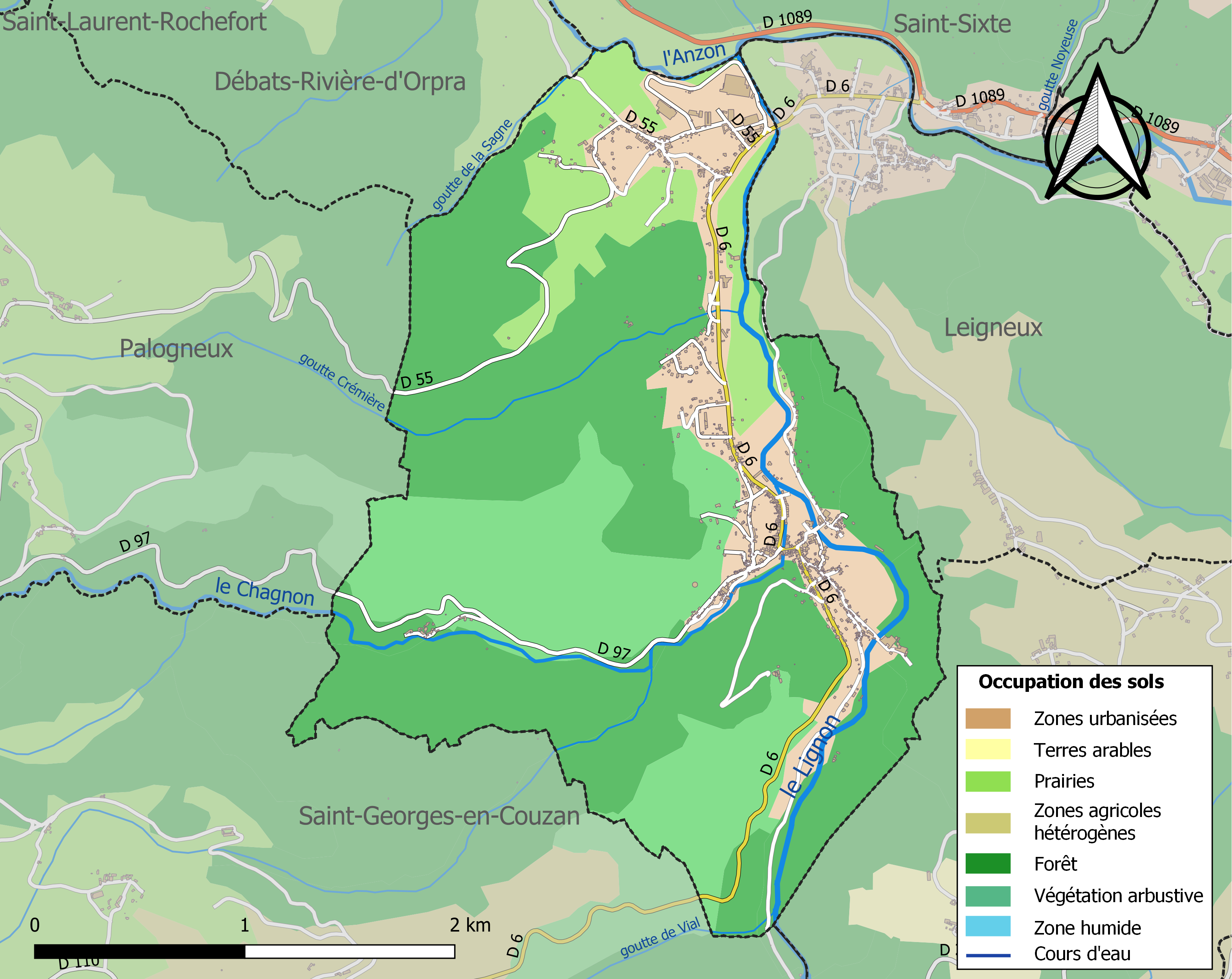
Carte des infrastructures et de l'occupation des sols de la commune en 2018 (CLC).

## Toponymie
Les habitants sont appelés les Couzannais et les Couzannaises. Ils sont surnommés « les Rossignols ».
Le nom de la commune vient du Sail, terme francoprovençal désignant des sources abondantes.

## Histoire
Au XIe siècle, le prieuré de Sail-sous-Couzan appartenait aux barons de Semur et dépendait de l'abbaye de Cluny.
Puissant château construit au XIe siècle, par Geoffroy de Semur, premier baron du Forez. Le château sera la possession de la maison de Damas de Couzan jusqu'au milieu du XVe siècle. Il passa ensuite à la puissance famille de Lévis, puis à la maison de Luzy en XVIIe siècle, enfin aux Thy de Milly à partir de la fin du XVIIIe siècle. C'est à l'aide de cette forteresse que, entre 1180 et 1226, les seigneurs de Couzan défendirent leur indépendance lors d'une longue guerre contre les comtes du Forez.

## Politique et administration
| Période                                  | Période  | Identité             | Étiquette | Qualité                                 |
| ---------------------------------------- | -------- | -------------------- | --------- | --------------------------------------- |
| Les données manquantes sont à compléter. |          |                      |           |                                         |
| 1965                                     | 1989     | Michel Houzet        | DVG       | Directeur d'école publique              |
| 1989                                     | 2001     | Simone Daval         | PS        | sans profession                         |
| 2001                                     | 2008     | Jean-Claude Chazelle |           | Conseiller en insertion professionnelle |
| 2008                                     | mai 2020 | Ludovic Buisson      | PS        | Agent technique FPT                     |
| mai 2020                                 | En cours | Stéphanie Bouchard   | ?         | Facteur                                 |

Sail-sous-Couzan faisait partie de la communauté de communes du Pays d'Astrée de 1995 à 2016 puis a intégré Loire Forez Agglomération.

## Démographie
L'évolution du nombre d'habitants est connue à travers les recensements de la population effectués dans la commune depuis 1793. Pour les communes de moins de 10 000 habitants, une enquête de recensement portant sur toute la population est réalisée tous les cinq ans, les populations de référence des années intermédiaires étant quant à elles estimées par interpolation ou extrapolation. Pour la commune, le premier recensement exhaustif entrant dans le cadre du nouveau dispositif a été réalisé en 2005.

En 2022, la commune comptait 992 habitants, en évolution de +5,2 % par rapport à 2016 (Loire : +1,32 %, France hors Mayotte : +2,11 %).
| 1793 | 1800 | 1806 | 1821 | 1831 | 1836 | 1841 | 1846 | 1851 |
| ---- | ---- | ---- | ---- | ---- | ---- | ---- | ---- | ---- |
| 669  | 484  | 596  | 617  | 613  | 701  | 738  | 818  | 862  |

| 1856 | 1861 | 1866 | 1872 | 1876 | 1881 | 1886 | 1891  | 1896  |
| ---- | ---- | ---- | ---- | ---- | ---- | ---- | ----- | ----- |
| 816  | 837  | 792  | 772  | 847  | 909  | 987  | 1 070 | 1 263 |

| 1901  | 1906  | 1911  | 1921  | 1926  | 1931  | 1936  | 1946  | 1954  |
| ----- | ----- | ----- | ----- | ----- | ----- | ----- | ----- | ----- |
| 1 331 | 1 438 | 1 478 | 1 221 | 1 307 | 1 317 | 1 300 | 1 270 | 1 347 |

| 1962  | 1968  | 1975  | 1982  | 1990  | 1999 | 2005 | 2006 | 2010 |
| ----- | ----- | ----- | ----- | ----- | ---- | ---- | ---- | ---- |
| 1 501 | 1 544 | 1 420 | 1 294 | 1 068 | 983  | 987  | 988  | 951  |

| 2015 | 2020 | 2022 | - | - | - | - | - | - |
| ---- | ---- | ---- | - | - | - | - | - | - |
| 942  | 987  | 992  | - | - | - | - | - | - |

## Lieux et monuments
- Le château de Couzan est une forteresse médiévale construite sur un promontoire rocheux. Il a été bâti au XIe siècle par les premiers seigneurs de Couzan. C'est un remarquable exemple d'architecture militaire défensive du Moyen Âge. Il offre une exceptionnelle vue panoramique, sur une grande partie de la plaine du Forez, sur la vallée encaisse du Lignon, les monts du Forez et les monts du Lyonnais. Voir le site de La Diana, société archéologique
- L'église Saint-André de Sail-sous-Couzan du XIe siècle (aujourd'hui paroissiale) faisait partie d'un prieuré bénédictin fondé par les Semur, seigneurs du château de Couzan, et donné au prieuré de Marcigny en 1055. Le prieuré de Marcigny en fit don à l'abbaye de Cluny avant 1100. Le Clocher, le transept et le chœur ont été inscrits au titre des monuments historiques en 1928[19].
- Centre culturel, en 1971 a été construit bénévolement le centre culturel par certains habitants du village à la suite de l’élan de l’équipe municipale du maire Michel Houzet (Directeur d'école, il a toujours voulu inculquer le goût de la culture aux Couzanais).
- Les anciens thermes: en 1863 création d'un établissement de bains moderne (un rapport de 1872 par la mairie répondant à un questionnaire du Préfet indique environ 1000 curistes). À la suite de la concurrence de Vichy et autres, cette activité s'arrêta et ce lieu servait aux habitants pour prendre leur bain ou douche.

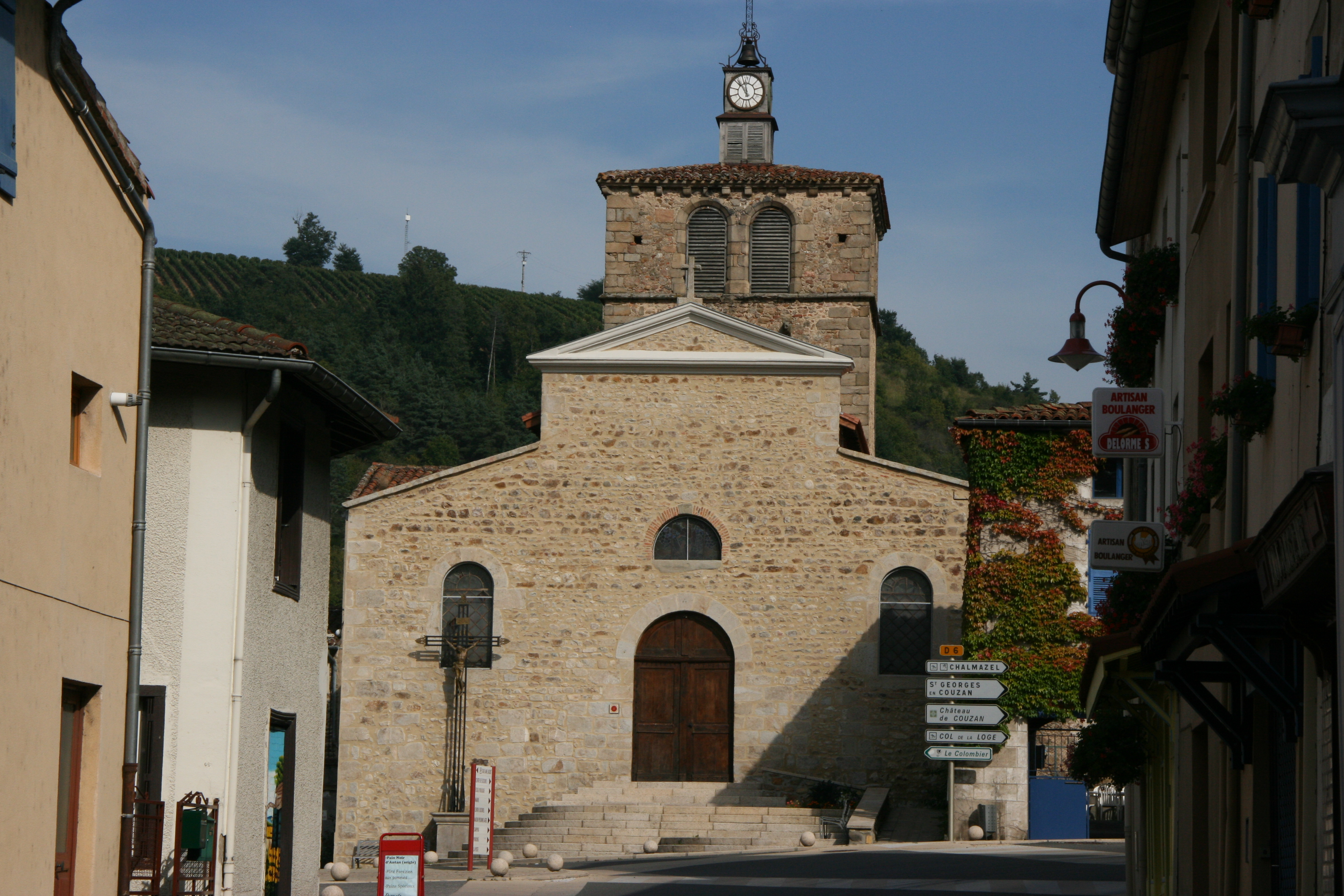
Église.
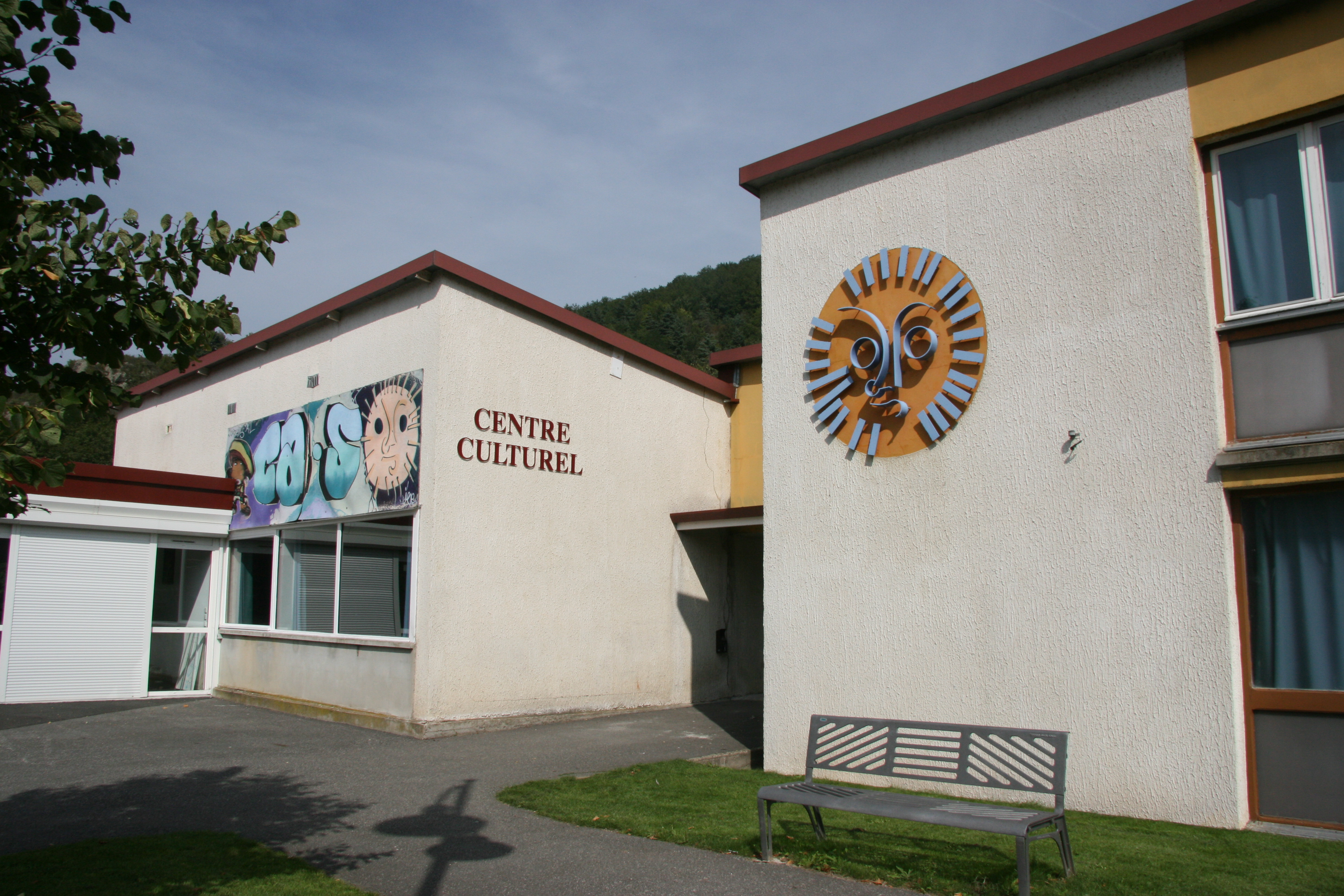
Centre culturel.
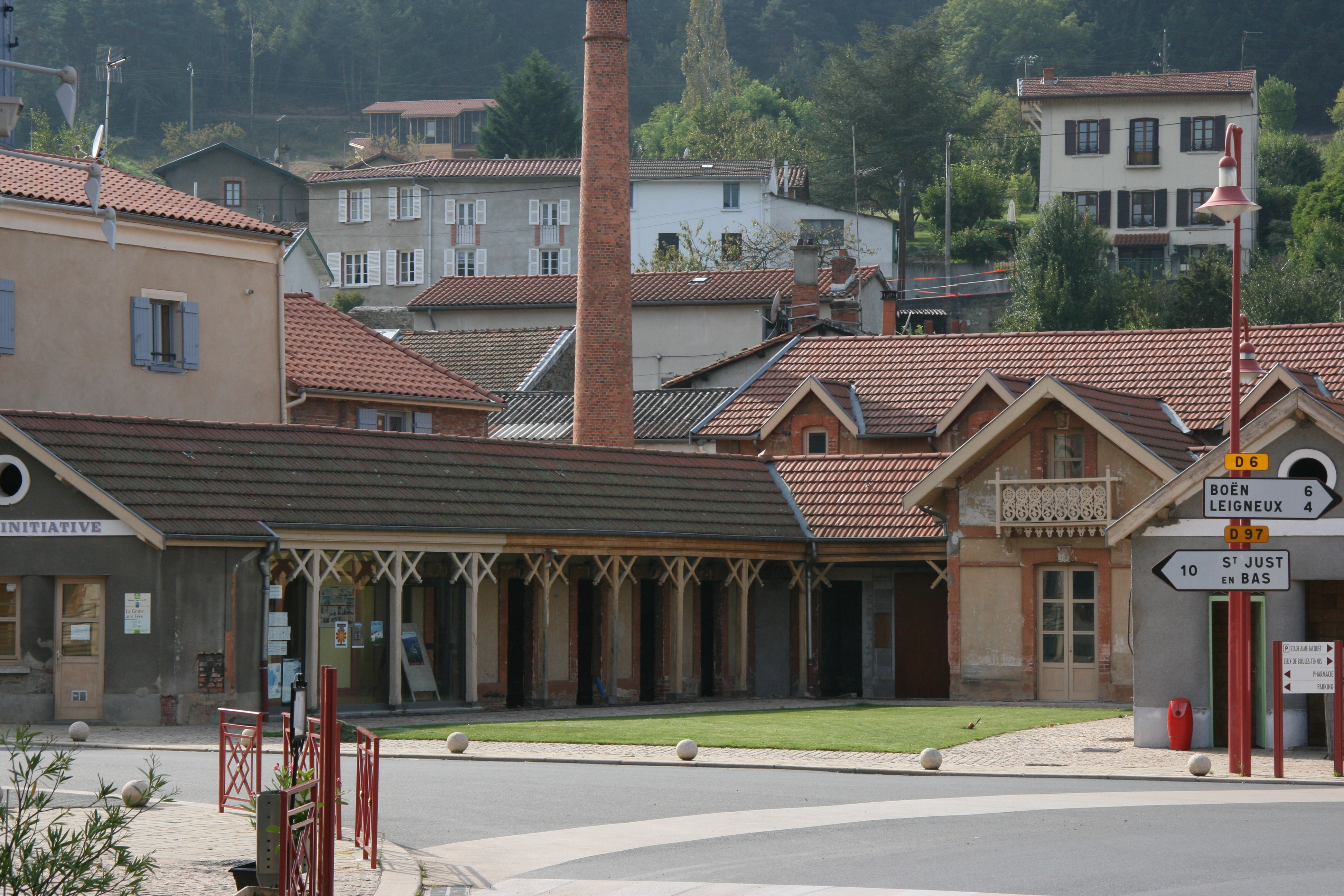
Anciens bains-douches.
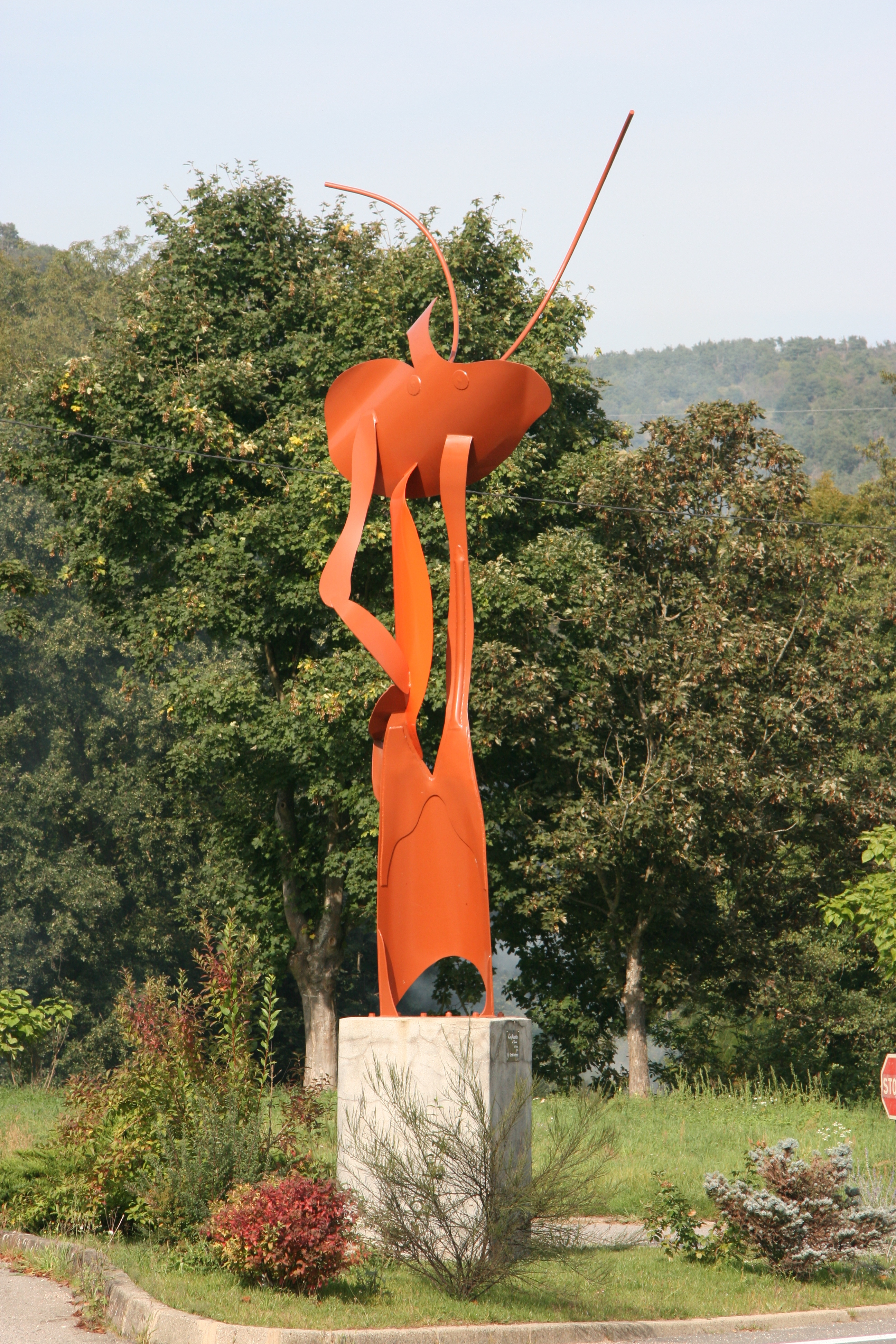
La Mazotte de Jo Ciesla.
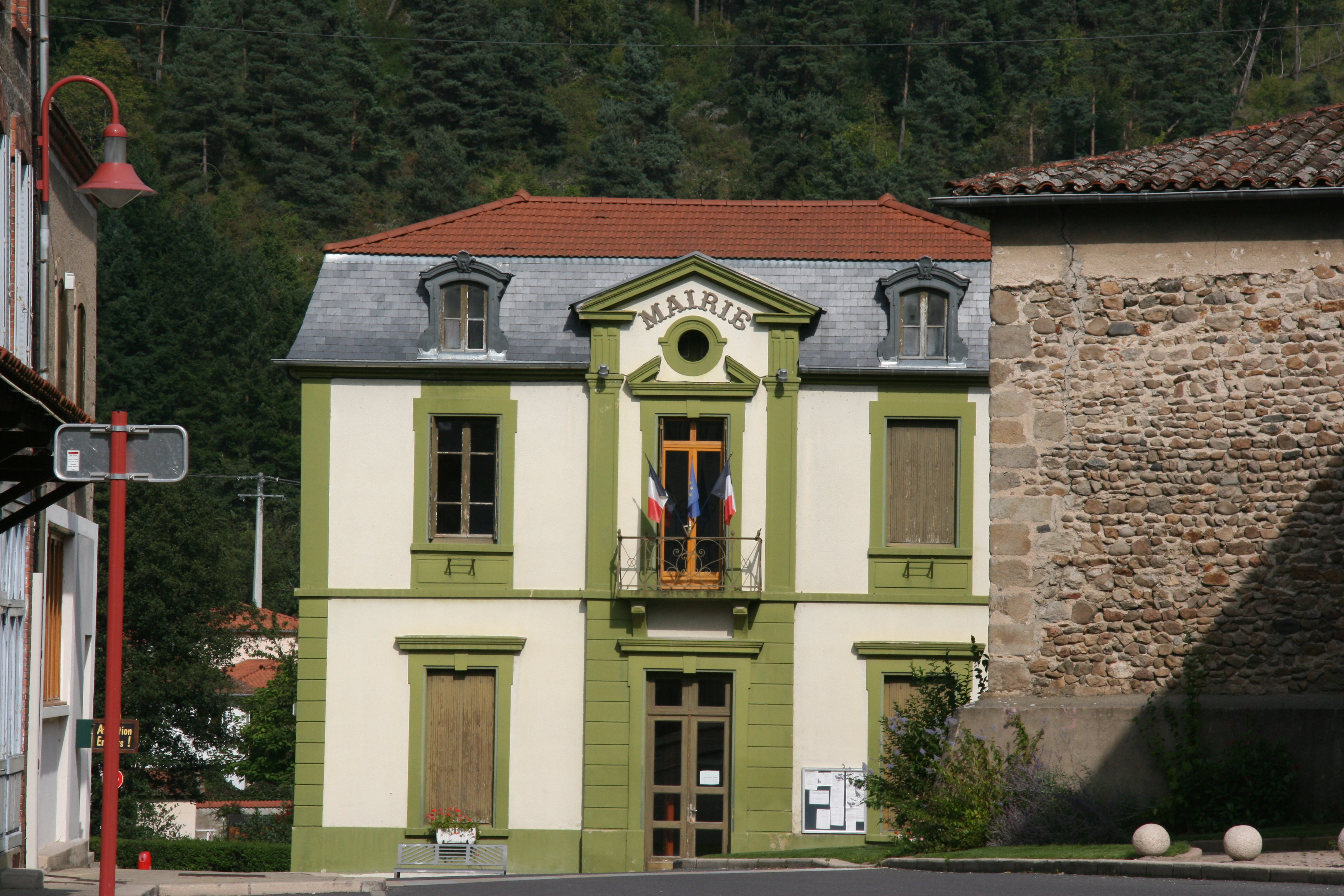
Ancienne mairie.

## Économie

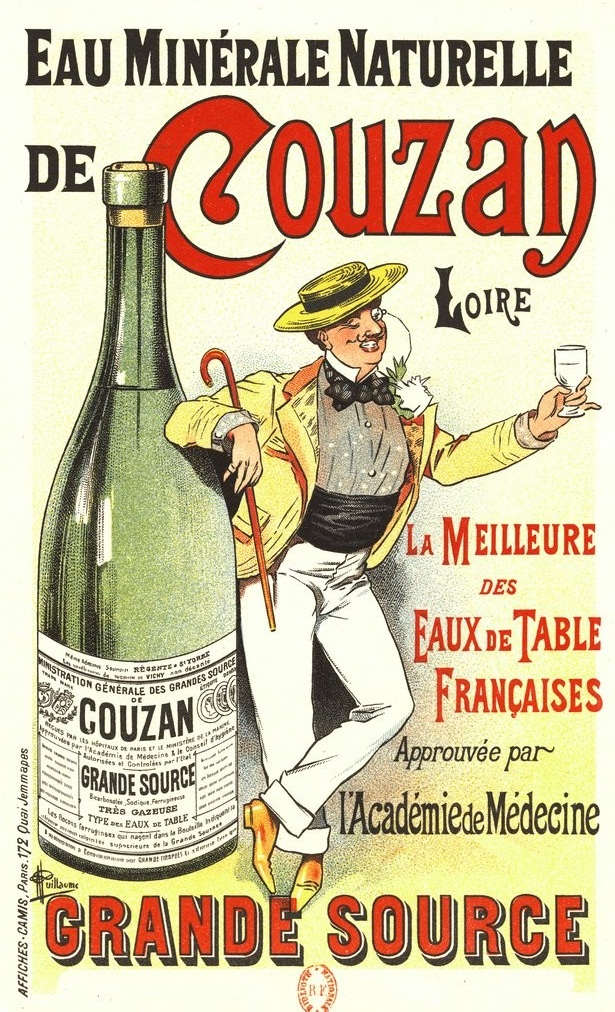
Publicité pour l'eau minérale de Couzan (affiche d'Albert Guillaume, v. 1895).

Les eaux minérales de Sail-sous-Couzan furent connues dès l'époque romaine (satio-aqua-saliens, l’eau jaillissante) mais l'érosion en amont a comblé la source. Cette source fut abandonnée au Moyen Âge. L’eau de Couzan-Brault fut retrouvée en 1612 par le médecin Forézien docteur de la Roue. Sail-sous-Couzan fut aussi une station thermale où de nombreux curistes occupaient les hotels du village. Depuis cette date, les habitants du village ont la possibilité d' aller tirer de l'eau gazeuse pour leur consommation personnelle (qualité de l'eau contrôlée mensuellement par un laboratoire.
En 1919 sont créés les établissements Gauchon qui font du laminage et des brides de raccord (environ 600 ouvriers). Depuis 2002 ils ont fusionné avec les établissements Moizieux de Boën-sur-Lignon (créés en 1889) pour former l'entreprise SBS (groupe Genoyer).

## Culture
- 1967 Création des Estivades de Sail-sous-Couzan avec Marcel Maréchal. Pour cela, de nombreuses énergies furent mobilisées pour faire de la forteresse Couzan un site théâtral. Les créations de Maréchal se poursuivront jusqu'en 1972, puis d'autres troupes de théâtre interviendrons à la suite. Lors des Estivades beaucoup de chanteurs engagés sont invités  ( Solleville, Caussimont, Ogeret, Pia Colombo, Escudéro, Magny, Font et Val, Mama Béa, Carte de séjours, etc ....)
- 1971 Construction du Centre culturel avec l'aide de nombreux bénévoles du village.

La tête solaire : Au Moyen Âge, on utilisait au château de Couzan une pierre de taille, carrée, dans laquelle était creusée une cuvette : c'était la pierre à dîme. Chaque paysan devait au seigneur une partie de sa récolte qu'il jetait dans la dîme. Sur chaque face de la pierre sont gravés des visages entourés d'un soleil. Les années de bonne récolte étaient représentées par un soleil souriant et les années de famine par un soleil grimaçant.
Lors de la construction du centre culturel, toute l'action culturelle de l'équipe municipale se devait d'avoir un symbole figurant à l'entrée du bâtiment :
La Tête Solaire est née à partir de la pierre à dîme, en regroupant à l'intérieur du soleil une moitié de visage souriante et l'autre moitié triste.
- Depuis 2009 Festival punk-rock organisé par le Club des Jeunes de Sail sous Couzan chaque premier week-end du mois de mai[22].
- Grâce à l'élan des Estivades Sail-sous-Couzan va s'ouvrir aux arts plastiques.

De nombreux artistes participeront aux expositions de Sail sous Couzan de 1971 à 1982 : Girodon, Yvan Avoscan, Josef Ciesla, Jean-Claude Galland, Choppy, Carmelo Zagari, Alain Lovato.

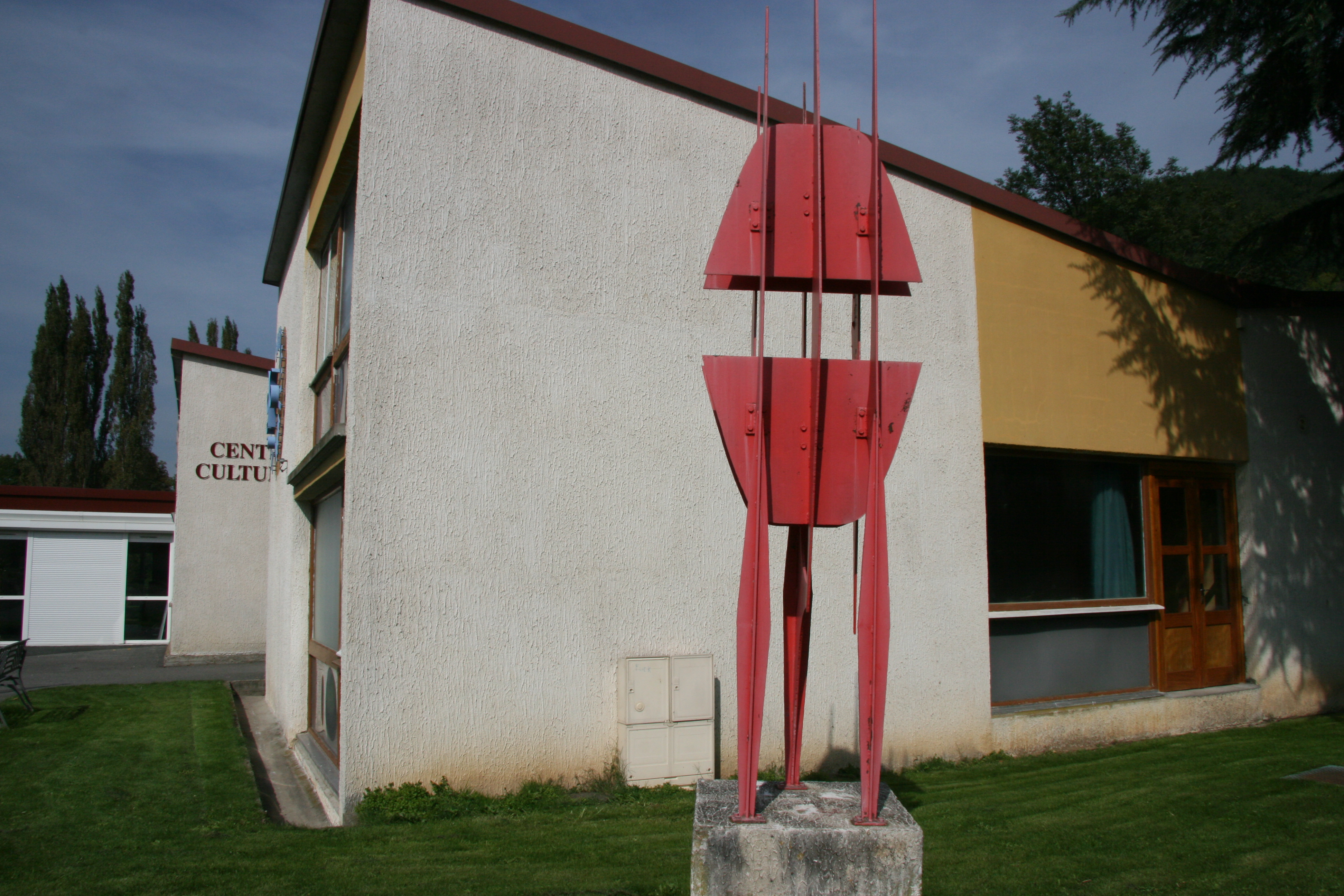
La Flamme de Lovato.
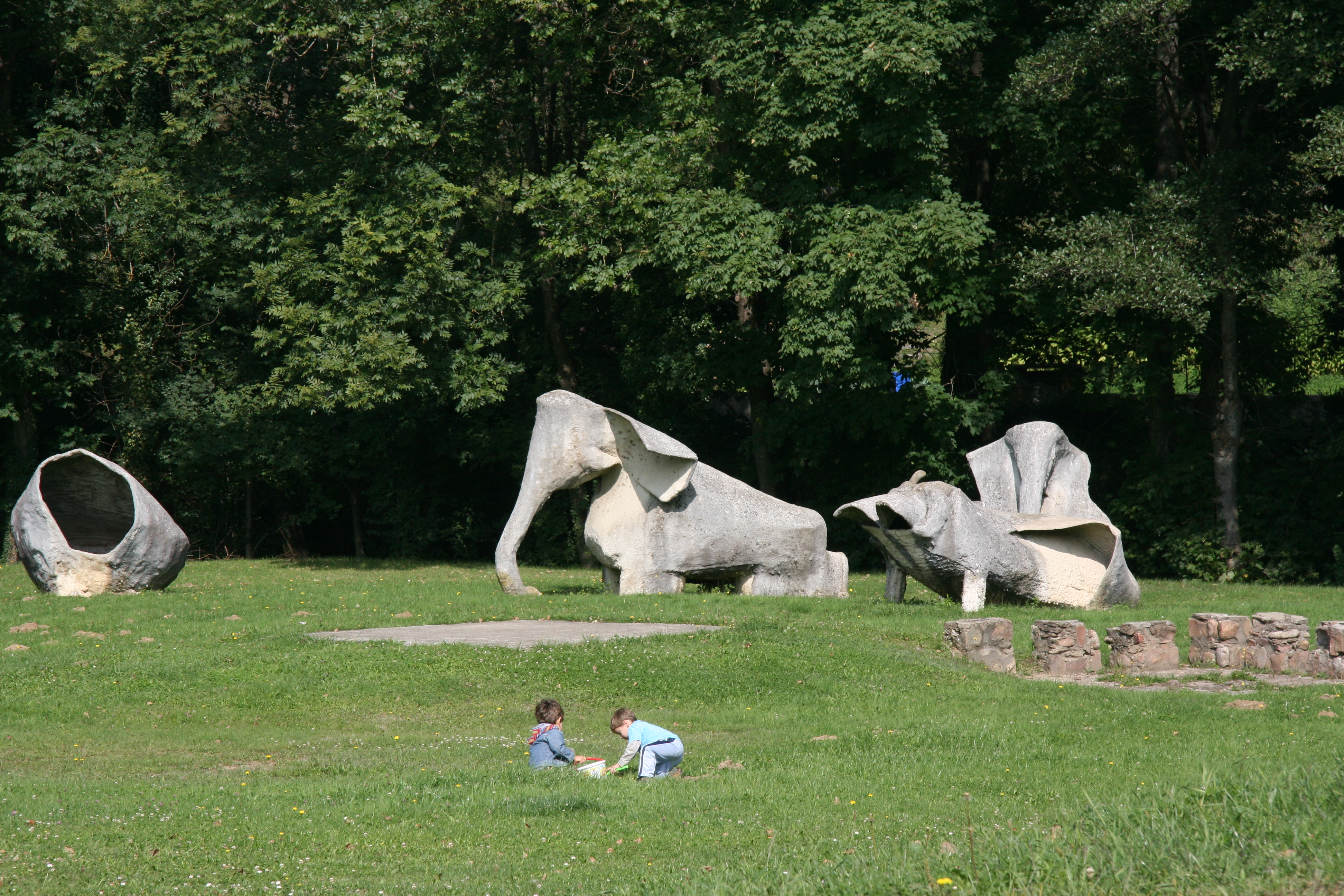
Création de JC Galland et des enfants de Sail.
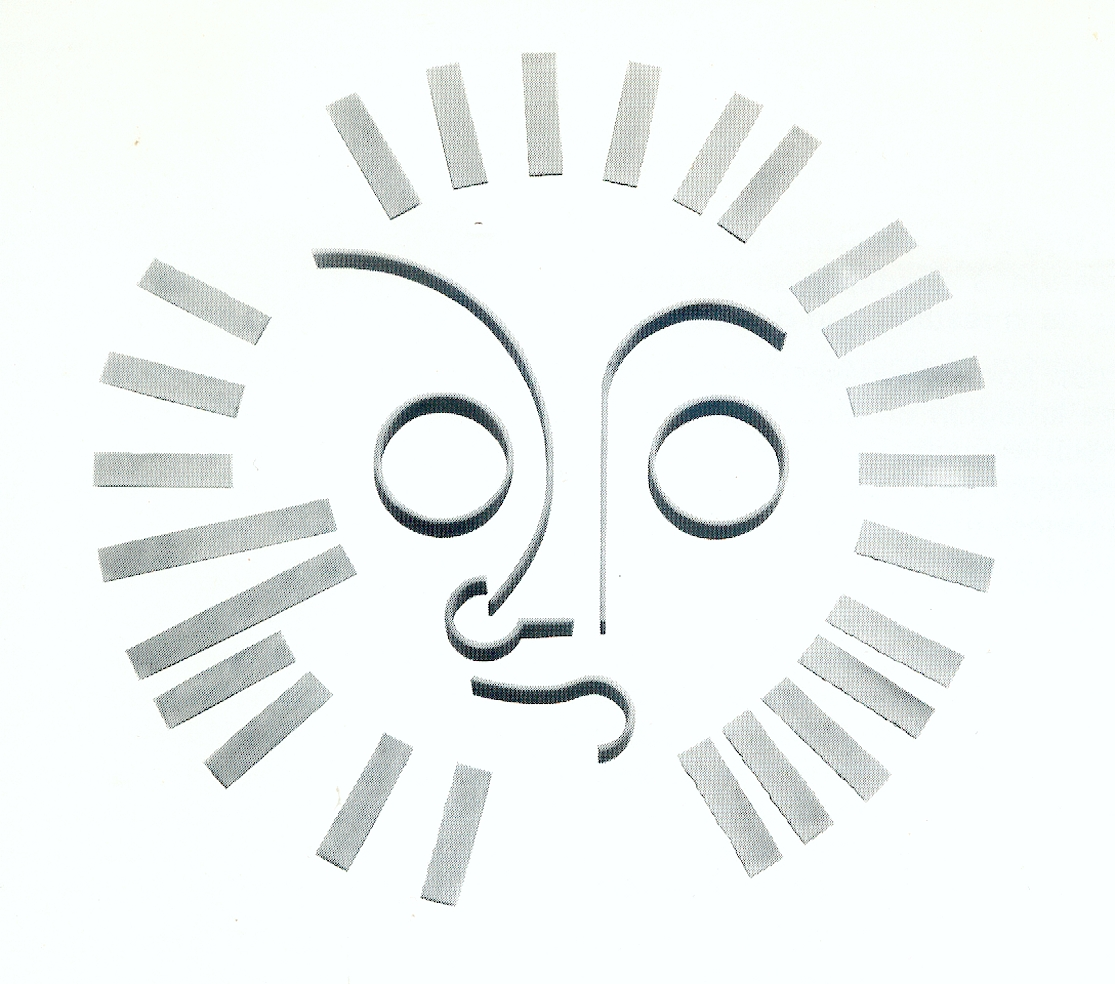
La Tête solaire.
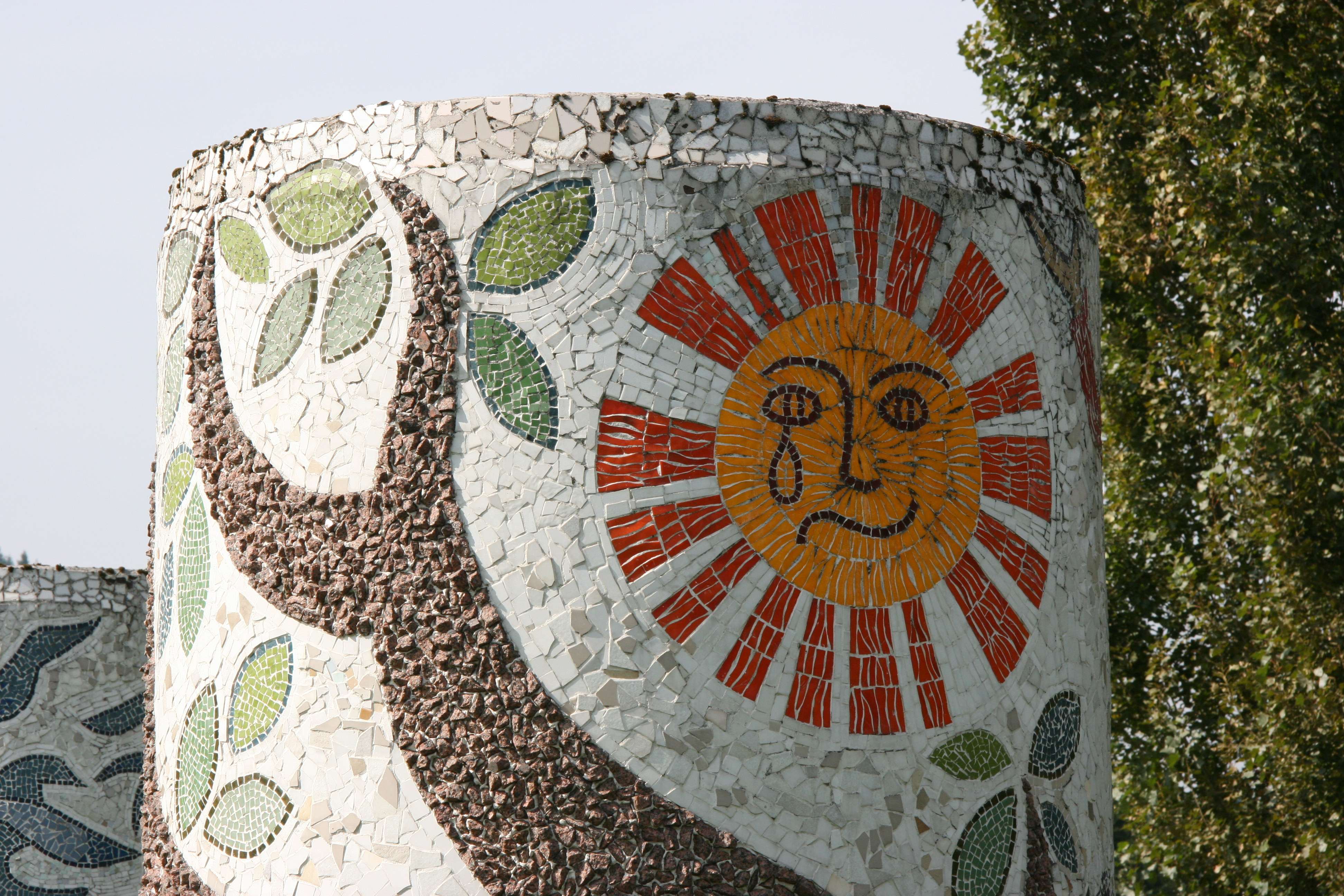
Tête Solaire.
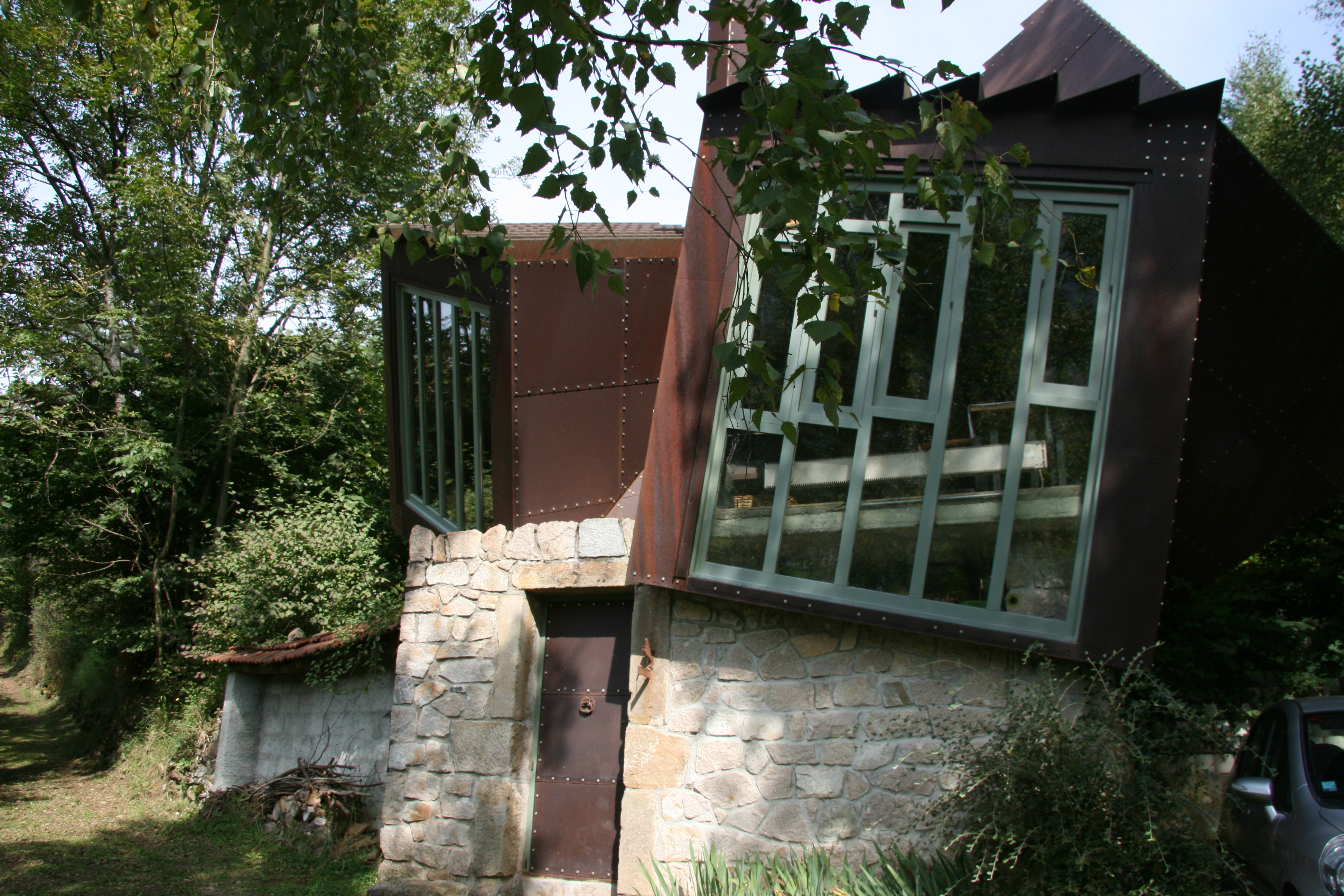
Sculpture habitable de JC. Galland

## Personnalités liées à la commune
- Alexandre Prachay (1895-1943), né et enterré à Sail-sous-Couzan, député communiste de Seine-et-Oise, arrêté en 1939, déchu de son mandat et condamné en 1940, interné en Algérie où il mourra. Il est reconnu mort pour la France en 2005.
- Marcel Maréchal (1937), acteur, metteur en scène, écrivain a créé en 1967 les Estivades de Sail-sous-Couzan. Marié en mairie de Sail[réf. nécessaire].
- Aimé Jacquet, joueur professionnel de football, devenu par la suite entraîneur puis dirigeant du football français. Il est notamment le sélectionneur de l'équipe de France de football qui est sacrée championne du monde le 12 juillet 1998 en France. Il est né le 27 novembre 1941 à Sail-sous-Couzan. Le stade communal porte son nom. Il a inauguré la traversée du village et a été intronisé le même jour Citoyen d' Honneur par la municipalité.
- José Pelletier, né le 8 mars 1947 à Sail-sous-Couzan, footballeur professionnel notamment à l'AS Saint-Étienne.
- Yves Triantafilos, né le 27 octobre 1948 a grandi à Sail-sous-Couzan. Il était footballeur professionnel, entre autres, à l'AS Saint-Étienne. Il est l'un des premiers footballeurs français expatriés (Olympiakos Le Pirée).